# Monocercops triangulata
Monocercops triangulata är en fjärilsart som beskrevs av Tosio Kumata 1989. Monocercops triangulata ingår i släktet Monocercops och familjen styltmalar.
Artens utbredningsområde är Nepal. Inga underarter finns listade i Catalogue of Life.